# Lawrence Fertig
Lawrence W. Fertig (1898 – New York, 26 ottobre 1986) è stato un giornalista, economista e pubblicitario statunitense, esponente della scuola austriaca.
Fertig fu editorialista per il New York World-Telegram e per il New York Sun. Nel 1961 scrisse con la Regnery Press, il suo libro più famoso Prosperity Through Freedom.
Fu il fondatore della Lawrence Fertig & Company, società di pubblicità e marketing con sede a New York. La Hoover Institution ha mantenuto a Stanford, in California, un archivio di tutti gli articoli di Fertig

## Educazione
Dopo aver iniziato gli studi alla New York University, dove ottenne un undergraduate degree, completò gli studi alla Columbia University, dove studiò economia. Dopo aver ottenuto il M.A. iniziò il percorso che lo avrebbe portato al dottorato, percorso però interrotto dall'imminente seconda guerra mondiale.

## Commentatore economico
Dopo aver partecipato alla Conferenza di Bretton Woods in qualità di reporter per la E. W. Scripps Company, iniziò a scrivere con cadenza settimanale editoriali su questioni finanziarie ed economiche, lavoro che svolse fino al collasso del New York World Journal Tribune, avvenuto negli anni sessanta. Ha fatto parte della direzione di The Freeman, il giornale della Foundation for Economic Education. 

## Rapporto con Ludwig von Mises
Fertig, che fu anche membro della direzione della New York University, diede un fondamentale aiuto all'amico Ludwig von Mises, quando questi dovette lasciare l'Europa e l'Austria a causa del Terzo Reich, e trasferirsi negli Stati Uniti. Fertig contribuì personalmente al salario di Mises. Lo stesso Mises Institute venne finanziato e sostenuto nel suo sviluppo da Fertig. Lo stesso istituto successivamente istituì il "Premio Fertig" per coloro che "riuscono meglio a difendere i valori e le teorie della tradizione austriaca".